# Неоплачений борг
«Неоплачений борг» — радянський художній фільм 1959 року режисера Володимира Шределя, знятий за повістю Юрія Нагибіна «Злазь, приїхали …».

## Сюжет
Зима. На маленькій станції, де далекі поїзда зупиняються на одну-дві хвилини, старий їздовий Марушкин зустрічає нового агронома, молодого фахівця Люсю Кречетову. Спочатку вона з цікавістю придивляється до нових людей, до нового життя. Але дуже скоро її починають дратувати дрібниці: то згасне світло, то немає води. Вона не помічає захопленості, з якою працюють її нові знайомі — дівчина-листоноша, закоханий в неї однокурсник-садівник, новий голова колгоспу, відчуваючий себе господарем району старий Марушкин. Думаючи і дбаючи лише про свій добробут, Люся кидає все і їде.

## У ролях
- Елеонора Прохницька —  Люся
- Данило Ільченко —  Марушкин, їздовий
- Ніна Антонова —  Льоля Конюшкова
- Віктор Маркін —  «начальник»
- Борис Владимиров —  Лютіков
- Сергій Сібель —  Петро Ширяєв
- Борис Новиков —  «Гамлет»
- Майя Забуліс —  Марина
- Всеволод Санаєв —  Олексій Окунчиков
- Володимир Самойлов —  Жгутов, голова колгоспу
- Анастасія Георгієвська —  Кочеткова

## Знімальна група
- Автор сценарію:  Юрій Нагібін
- Режисер:  Володимир Шредель
- Оператор:  Самуїл Рубашкін
- Художник:  Віктор Савостін
- Композитор:  Ісаак Шварц
- Звукорежисер: Ірина Черняховська